# Reinhard Siemes
Reinhard Siemes (* 1940 in Remscheid; † 16. April 2011) war ein deutscher Werbetexter.
Siemes war für Werbeagenturen wie DDB-Düsseldorf, GGK Basel und GGK Düsseldorf tätig. Seit 1976 arbeitete er in seinem eigenen Atelier Büro für Werbung R. Siemes. Er war Dozent an mehreren Hochschulen.
Er hat mit seinen Texten die Werbebranche maßgeblich geprägt. Im Dezember 2010 wurde er vom Art Directors Club für Deutschland (ADC) für sein Lebenswerk geehrt. Er war viele Jahre lang Präsident, später dann Vorstandsmitglied im ADC.
Siemes starb am 16. April 2011 nach schwerer Krankheit.